# C.Th. Sørensen

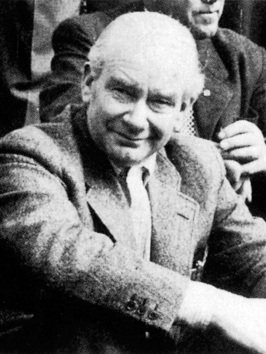
C. Th. Sørensen (1949)

Søren Carl Theodor Marius Sørensen, bekannt als C. Th. Sørensen (* 24. Juli 1893 in Altona; † 12. September 1979 in Brønshøj) war ein dänischer Landschaftsarchitekt. Er erneuerte die Gartenkunst, indem er sich vom Modernismus inspirieren ließ und gleichzeitig mehr als andere die Aufmerksamkeit seines Fachs auf die soziale Wirklichkeit richtete. Sein Wirken umfasst mehr als 2.000 Projekte – von Kleingärten über öffentliche Parks bis zu Wohngebieten.

## Biografie
C. Th. Sørensen war Sohn des Sattlers Jens Peter Sørensen und Pouline Christine Jensen. Er wurde zum Gärtner ausgebildet von 1908 bis 1916 und war von 1916 bis 1922 Zeichner bei Erik Erstad-Jørgensen.

### Ideenwelt
C. Th. Sørensen schrieb 1931 das Buch Parkpolitik i sogn og købstad (Parkpolitik in Gemeinden und Städten). Das Buch wurde nach der Herausgabe mit Hilfe des Carlsbergfonds als Geschenk an sämtliche 1.400 dänische Gemeinderäte versandt. In dem Buch werden eine Reihe von Ideen zu Bepflanzungsaufgaben, Freizeitgebieten für Kinder, Spielplätzen, Parks und Anlagen, wie Dorf- und Stadtfriedhöfe, Pastoratgärten, Schulgärten, Sportplätzen, Straßen- und Wegbeflanzungen, Schrebergärten, Gärten in Wohngebieten, über öffentlich angestellte Gärtner und öffentliche Ausschreibungen und Naturschutz formuliert. In diesem Buch erfand C.Th. Sørensen den Begriff und das Konzept Abenteuerspielplatz.

### Arbeitsgruppen
C. Th. Sørensen war Mitglied des Planausschusses für Kopenhagen (Udvalget til Planlægning af Københavns-Egnen), der u. a. 1936 das Buch Die Grünen Gebiete Kopenhagens. Vorschläge für ein System von Freizeitgebieten (Københavnsegnens grønne Omraader. Forslag til et System af Omraader for Friluftsliv) herausgab, indem man sich zum Fürsprecher machte für die Wichtigkeit, größere Grünflächen als Ausflugsgebiete für die Bevölkerung in den schnell wachsenden Vororten um Kopenhagen zu sichern.
Dies hatte großen Einfluss auf die Revision des Naturschutzgesetzes von 1937 und später auf die Erstellung des Fingerplans.
C. Th. Sørensen machte Vorschläge für bescheidene Hausgärten bis zu Schrebergärten und engagierte sich auch in der Erneuerung der Gärten von Herrenhäusern.

### Auszeichnungen
C. Th. Sørensen erhielt viele Auszeichnungen in seinem Leben, hier einige davon:
- 1929 C.F. Hansen Medaille
- 1937 die Emil Bissens Prämie, ein dänischer Architekturpreis
- 1945 die Eckersberg Medaille, eine jährliche Auszeichnung der Königlichen Akademie der Schönen Künste
- 1955 den Orden Ritter des Dannebrog (2. Klasse)
- 1959 Ehrenmitglied des Vereins Schwedischer Landschaftsarchitekten (Föreningen Svenska Trädgårdsarkitekter)
- 1963 den Orden Ritter des Dannebrog (1. Klasse)
- 1972 die Prins Eugen Medaillen, schwedischer Preis für besondere künstlerische Aktivitäten
- 1974 Ehrenmitglied der Königlichen Dänischen Kunstakademie
- 1979 den Preis des Fondes für Bäume und Umwelt[1]
- 1979 den Peter-Joseph-Lenné-Preis

### Familie
C. Th. Sørensen heiratete am 17. August 1917 in Odense Kirsten Elisabeth Johansen (7. Oktober 1892 – 2. Februar 1978 ebenda), Tochter des Handelsgärtners Rasmus J. und Karen Kirstine Larsen. Die Ehe wurde 1932 aufgelöst. Er heiratete zum 2. Mal am 5. August 1932 in Frederiksberg Asta Klenow (26. März 1905 – 3. Juli 1991 ebenda), Tochter des Fabrikanten William K. und Meta Wengler.

## Ausgewählte Schriften
- Om Indretning af Haver (Über die Einrichtung von Gärten), 1930, 1941 (gemeinsam mit P. Wad)
- Parkpolitik i Sogn og Købstad (Parkpolitik in Gemeinde und Stadt), 1931 (Neuauflage), Kopenhagen 1978, ISBN 87-7241-405-7.
- Om Haver (Über Gärten), 1939.
- Buske og Træer (Büsche und Bäume), 1948 (Red. gemeinsam mit Valdemar Jensen und H.K . Paludan)
- Frilandsblomster (Wilde Blumen), 1949 (Red. gemeinsam mit Valdemar Jensen und H.K . Paludan)
- Europas Havekunst fra Alhambra til Liselund (Europas Gartenkunst von Alhambra bis Liselund), 1959, 1979.
- The Origin of Garden Art, 1963 (Neuauflage auf Dänisch in: Havekunst (Gartenkunst), Sophienholm, 1977)
- 39 Haveplaner. Typiske haver til et typehus (39 Gartenpläne. Typische Gärten für Typenhäuser), 1966.
- Haver. Tanker og arbejder (Gärten. Ideen und Arbeiten), 1975.

## Ausgewählte Grünanlagen und Gebäude
- Universität Aarhus (1931–47)
- Ryparken, Blockbau in Kopenhagen Ost (1931–34)
- Blidah Park in Hellerup (1933–35)
- Haus Humleore Park bei Ringsted (1934–45)
- Klokkergården (Glöcknerhof), Etagenbau in Kopenhagen Nordwest (1937–39)
- Abenteuerspielplatz bei Emdrup (1940–41)
- Kongenshus Mindepark bei Viborg (1945–53)
- Die Runden Gärten(Schrebergärten) in Nærum (1948)
- Der Kirchenplatz an der Adelgade in Kalundborg (1952)
- Bellahøj, Außenanlagen samt Freilichtbühne bei den 
Hochhäusern (1947–58)
- Vitus Berings Park in Horsens (1954–56)
- Angli V, runde Hemdenfabrik mit Park in Birk bei Herning, jetzt das Kunstmuseum  (1963–68)
- Schloss Egeskov, der Gemüsegarten und mehr (1969–74)
- Clausholm Schlosspark, Kaskadenanlage (1972–76)
- Die Schwedische Reichsbank in Stockholm, Atriumhof und Wintergärten für die Kantine (1973–76)
- Die Geometrischen Gärten in Herning